# Kámen (Pelhřimov)
Kámen é uma comuna checa localizada na região de Vysočina, distrito de Pelhřimov.